# ピエール・フランソワ・ラスネール

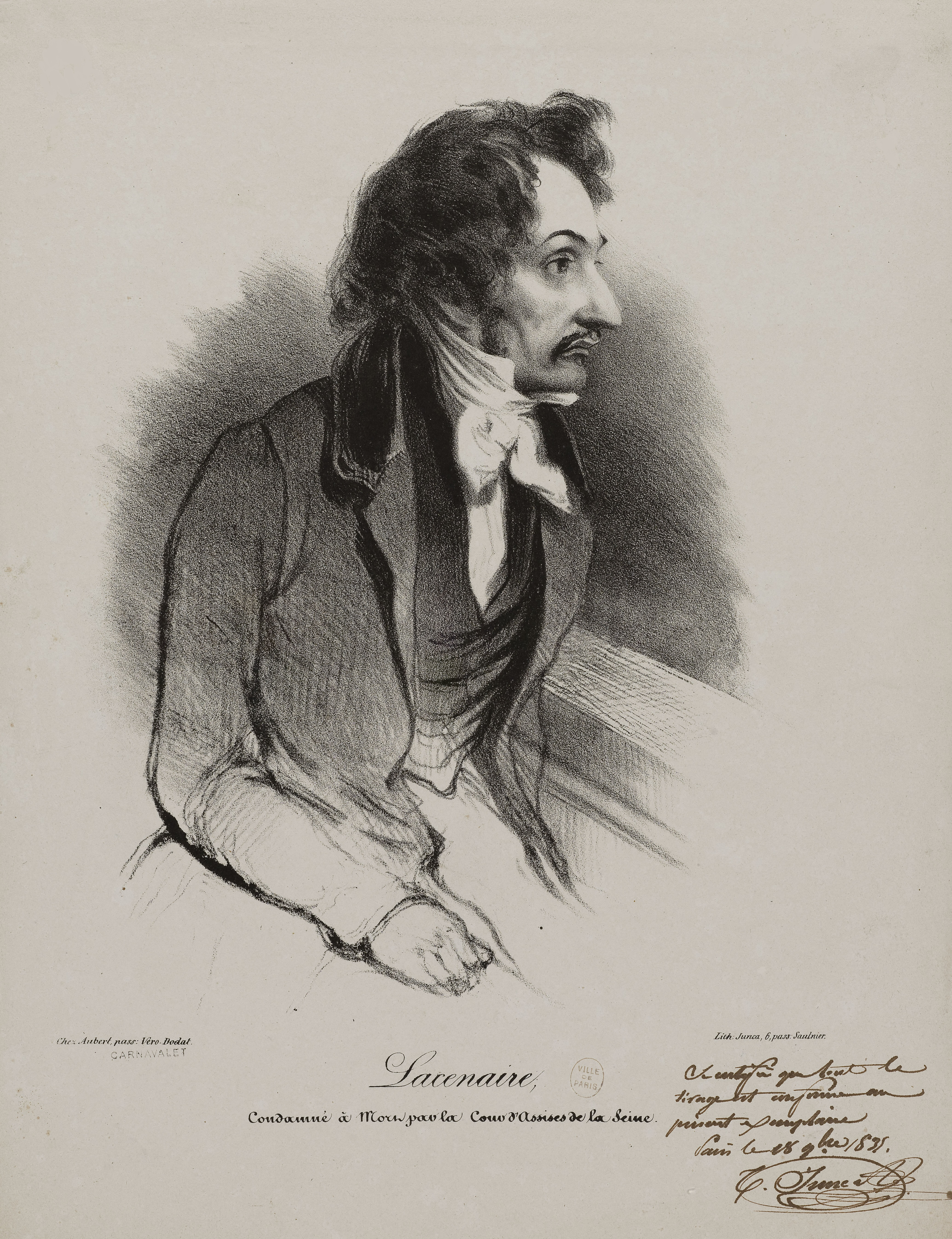
ピエール＝フランソワ・ラスネール

ピエール・フランソワ・ラスネール（Pierre François Lacenaire、1803年12月20日 - 1836年1月9日）は、フランスの犯罪者、詩人。リヨン出身。

## 経歴

### 誕生と少年時代
ピエール=フランソワ・ラスネールは、父ジャン=バチスト・ラスネールと母マルグリット・ガイヤールの次男として、1803年12月20日リヨンに生まれた。父は商人で、リヨン市内に店を構えていた。兄は、4歳年上のジャン=ルイだった。ピエールが聡明で勤勉であったのに対し、ピエール曰く兄ジャンは愚鈍で怠惰で浪費家であった。
両親は兄を溺愛し、ピエールに対して冷淡であった。また、この差別的対応を、家を訪ねてくる類親や友人・知人たちにもさせようとした。ピエールはそのことに陰鬱と憎しみを抱いており、特に母親への愛情に飢えていた。
両親は、ピエールが10歳にも満たないうちから彼をリヨンの中等学校の寄宿舎に入れた。その後、ピエールはすぐにサン・シャモン(リヨン南西の街)の中等学校に移り、1816年にアリックス (リヨン北部の地域) の神学校に入学し、翌年にリヨンの中等学校の寄宿生に戻った。いずれの学校でも、雰囲気を陰気に感じてこれになじめず、孤独を好み読書に耽った。
このころ、好んだのは文学と歴史であった。当時(19世紀前半)の、いわゆるロマン主義文学の作家に関心を示さず、古典的な作品をよく読んだ。やがて彼の関心は文学から歴史書に移行した。理由は、事実に基づく教訓と、そこから得られる人間性への理解を求めたためである。これに対し、ヴォルテール、18世紀の啓蒙哲学書、例えばエルヴェシウス、ディドロなどの著作を全く読まなかった。なぜなら「私自身がつくりあげる体系であり、哲学者たちの著作の中に見出すであろう無数の理論から得た結果ではないような体系」(『回想録』p75)を創造したいと願っていたためである。
ピエールは中等学校で優等賞を何度も受賞した。一方で、今後の人生でずっと抱き続ける、権威や制度に対して異議を申し立てる精神をこのころから持っていた。リヨンでは寄宿生たちを組織して暴動を引き起こし、それが直接の原因となって寄宿舎から追放された。

### 青年時代
学校を出た後から犯罪に手を染めるまで、ピエールは、様々な仕事に就いては長続きせずに次の仕事を探すということを繰り返した。両親との関係は険悪であったため、家業を継ぐことはなかった。絹織物製造業の見習いをしたり、代訴人や公証人の事務所で働いたりしたが、どちらもすぐに辞めた。リヨンを離れて放浪生活をしたあと、23歳のときに志願して軍隊に入隊した。しかし、上官たちの卑しさに辟易し、ほどなくして脱走した。
1829年春、ピエールはパリで職を探した。しかし、見つからず、また、新聞に記事を送ったが採用されなかった。所持金は底をつき、ピエールは飢え死にする寸前のところまで追い込まれた。『回想録』によると、ピエールはこのときから意図的な泥棒と殺人者となった(p104)。

### 犯罪と逮捕
ピエールは、社会に対して憎悪を抱いていた。家族、学校、長続きしなかった様々な職業、働く意思があるのに働き口が見つからなかった求職期間といったあらゆる場所で彼は不正と偽善を感じていた。自分をこの不正と偽善の犠牲者であり、社会から常に迫害される受難者であるととらえていた。この受難に対して、自分はあらゆる手段を用いて報復する権利があるはずだと信じていた。また、彼は、社会の根本的な革命を志していた社会主義や共産主義に共感することができなかった。1830年代当時、共和派は社会的自由や平等や博愛の理想を掲げてパリやリヨンで蜂起し、勢力を拡大していた。しかし、ピエールは、彼らの革命は一部の策謀家だけを利することになり、人々の幸福の実現に何ら有効性を持たないと考えていた。こうして、社会基盤と、特権的階級である「金持ち連中」に対する「抗議」を行うため、「社会の災厄」(『回想録』p104)となることを決意した。
彼がまずしたことは、彼の抗議を実行するため、協力者を得て犯罪集団を組織することだった。協力者を探すにあたり、フランソワ・ヴィドックの『ヴィドック回想録』(1827)を読み、犯罪の協力者は犯罪者の中から選ぶことが適当であると考えた。この書物で職業的犯罪者集団の組織性や掟についておおよそのイメージをつかみ、また、監獄の中で犯罪者と触れ合って彼らの習俗や隠語を熟知しようとした。そのためにピエールは、貸し馬車屋で借りた一台の馬車を、露見するようにわざと売り払った。望み通り彼は逮捕され、1年間の懲役を宣告されてポワシー監獄に収監された。この懲役期間に彼は犯罪者の手口と隠語を習得し、また、後に腹心の手下となるアヴリル、シャルドン、バトンと知り合った。
かくして、窃盗・詐欺・手形偽造・殺人などの犯罪を重ねることになった。ピエールは手形偽造の容疑でボーヌで逮捕された。このとき、ジャコブ・レヴィという偽名を使っていたが、パリ警視庁治安局の主任警部であった仏: ルイス・カンレールにより、以前、強盗殺人と殺人未遂を犯したピエールであると看破された。1845年3月にピエールの身柄はパリのコンシェルジュリー監獄に移された。そこでカンレールと、彼の上司に当たるアラール治安局長による尋問を受けた。ピエールははじめ無罪を主張していたが、共に逮捕されたイポリット・フランソワとピエール=ビクター・アヴリルが彼を密告したことから、それまでに犯した犯罪を自白した。

### 裁判
1835年11月12日、ピエールは二人の共犯者フランソワとアヴリルとともにセーヌ県重罪裁判所に出廷した。14日までの3日間、検察が挙げた30項目の罪状について裁判が行われた。この裁判は「重罪裁判所の裁判を傍聴しにくる常連たちの記憶にある限り、最も素晴らしい見世物」と当時の新聞が書き立てたほど、世間から注目された。これは彼の犯罪ゆえではなく、法廷での発言や態度ゆえである。
傍聴者をまず驚かせたのはピエールの容姿であった。フランソワとアヴリルの容姿が粗野で野蛮な男のそれであり、重罪裁判所に出廷するのがいかにも似合っていたのに対して、ピエールの身だしなみは洗練されたブルジョアのものであった。ビロードの襟飾りのついたフロックコートをまとい、当時流行していた小さな口ひげを蓄えていた。その印象は優しく知的でダンディーな青年のものであった。
彼の弁論は傍聴者をさらに驚かせ魅了した。それまで犯した犯罪について事細かに、かつ、シニカルに語ったが、これは、自身を密告した共犯者に対する復讐心のためであった。二人の共犯性を執拗に主張し、裁判長から最後の発言を許されたときも、自分と共犯者の死刑を1時間にわたり要求した。この発言態度は、被告席に立つ一般的な犯罪者のものと一線を画していた。まず、ピエールには懺悔も、情状酌量を勝ち取ろうとする試みもなく、むしろ自身の判決には無関心であったようだ。裏切り者の死を要求するために自身の死刑すら望んだ。次に、司法に対して挑発的で傲慢な態度をとっていた。被告席で新聞を読んだり、眠ったり、哄笑したりしたこともあった。
1835年11月15日、ピエールは死刑を宣告された。

### 獄中生活
裁判から死刑に至るまでの二か月間、ピエールは世間の耳目を集めた。新聞は連日、ピエールの話題を報道し、また、彼も新聞に歌や詩を投稿した。ジャーナリストや一般の人々だけでなく、パリの上流社会の紳士淑女たちまでもが、彼に会いに独房の前へと列をなした。それに対してピエールは、ひだ襟飾りのついたシャツを着て、パイプを口にしながら、まるでサロンに招くように訪問者を迎えた。哲学や文学など、様々な話題で議論した。
当時のパリ市民たちにとって、ピエールは、犯罪を示すあらゆる指標に対立した存在であった。第一に、ピエールの身体には、犯罪者に共通すると考えられていた特徴がなかった。当時、ヨハン・カスパー・ラヴァーターの観相学やフランツ・ヨーゼフ・ガルの骨相学が流行しており、犯罪者の表情や頭骨には犯罪や悪徳の傾向を指し示す記号が存在すると一般的に考えられていた。第二に、ピエールの出身階級と教養は、犯罪と強く結びつけて考えられていた貧困と無縁であった。19世紀前半のヨーロッパ社会において、貧困、とりわけ都市に住む民衆の貧困が犯罪への誘因であるとされていた。貧しい労働者や放浪者や下層民が犯罪者の予備軍とされていたのである。ピエールにおいてはむしろ、その出自も教育もブルジョワのそれであった。にもかかわらずブルジョア社会を否定したことは、社会的に大きなスキャンダルであった。

### 処刑
1836年1月8日夜10時に所長は、寝ていたピエールを起こし、死刑を執行するためにビセートル監獄へ移送することを伝えた。彼は「いよいよだな。早く終わってしまうほうがいい」と呟き、執筆中だった回想録に数行付け加えたあと、独房を出発した。翌9日、8時45分にサン・ジャック市門に二人の死刑囚は到着した。馬車から素早く降り立ったピエールは、カンレール警部に上品に会釈してあいさつの言葉を述べた。カンレールの回想録によると、ピエールはギロチンの刃を二度見したあと「俺は怖くないぞ。そうさ、怖くないぞ」と呟いた。しっかりした足取りで死刑台の階段を上った後、ギロチンで処刑された。

## 影響

### 同年代（19世紀）
ラスネールの存在はロマン主義的な同時代の人々に大きな衝撃を与えた。バルザック、スタンダール、ユゴー、デュマ、シューの作品や日記、書簡で彼の名前はしばしば言及された。
ロマン主義派のテオフィル・ゴーティエの代表作『七宝螺鈿集』（1852）には『ラスネール』と題された詩編が存在する。この詩は、ゴーティエがラスネールのミイラ化した手を目にした後で草したとされる。この手は、どういう経緯か友人マクシム・デュ・カンが所有していた。詩『ラスネール』の中で、「真の殺人者であり、偽りの詩人であったラスネールは、陋巷（ろうこう）のマンフレッドだった」と評価している。マンフレッドは、イギリスのロマン主義作家バイロンの劇詩『マンフレッド』（1817）の主人公である。
ラスネール事件から4年後（1839年7月15日）、ロマン主義派のフロベールは、ラスネールを一種の哲学者として称賛した。「彼なりの哲学、奇妙で、深遠で、苦渋に満ちた哲学を実践したのだ。哀れに干からび、淑女ぶったあの道徳に、ラスネールはなんというお説教を垂れたことだろう」。18歳のときに友人エルネスト・シュヴァリエに宛てた手紙の中のことであった。

### 20世紀
アンドレ・ブルトンの『黒いユーモア選集』（1940）にラスネールの詩「ある死刑囚の夢」が紹介されている。
マルセル・カルネの代表作映画『天井桟敷の人々』（1945）では、3人の主要人物（他二人は俳優フレデリック・ルメートルとパントマイム役者ガスパール・ドビュローである。いずれも史実の人物）の一人に抜擢されている。脚本を担当したジャック・プレヴェールはラスネールの『回想録』に基づいて彼のエピソードのいくつかを忠実に再現した。マルセル・エランが演じた。
アルベール・カミュの哲学エッセー『反抗的人間』(1951)の第二章「形而上学的犯行」の「ダンディーの犯行」というセクションにラスネールが言及されている。ここでいうダンディーの犯行とは、端的にいって、19世紀当時のロマン主義の犯行のことである。カミュによれば、ロマン主義運動の根幹は、当時の倫理や神の法への異議申し立てであった。社会が不正に満ちていると絶えず主張することであった。ここでダンディーとは、ロマン主義的反抗の美学である。カミュは、ラスネールとボードレールをロマン主義的ダンディズムの代表と見なした。
フランシス・ジロー(英: Francis Girod)監督により映画『仏: ラスネール』（1990）が公開された。ピエール役をダニエル・オートゥイユが演じた。